# La Vallée des géants (film, 1952)
Pour les articles homonymes, voir La Vallée des géants.
Pour plus de détails, voir Fiche technique et Distribution.
La Vallée des géants (The Big Trees) est un film américain réalisé par Felix E. Feist en 1952.
Le film se déroule en 1900. Jim Fallon, un bûcheron peu scrupuleux, décide avec l'appui de la loi de décimer toute une vallée d'arbres géants en Californie. Mais cette vallée est occupée par une colonie de quakers, qui ne le voient pas du même œil.

## Synopsis
En l'an 1900, le bûcheron Jim Fallon (Kirk Douglas) observe avec avidité les grands séquoias de la région vierge du nord de la Californie. La terre est déjà colonisée par, entre autres, un groupe religieux dirigé par Elder Bixby (Charles Meredith) qui a une relation religieuse avec les séquoias et refuse de les abattre, en utilisant des arbres plus petits pour le bois. Jim devient amoureux de la fille de Bixby, Alicia (Eve Miller), bien que cela ne change pas son plan pour tromper les colons. Lorsque le bras droit de Jim, Yukon Burns (Edgar Buchanan) le découvre, il change de camp et conduit les habitants à résister à Jim. Les habitants combattent les bûcherons de Jim avec le juge Crenshaw, un homme sympathique, Jim riposte alors en utilisant les lois fédérales.
Elder Bixby est tué lorsqu'un grand arbre sequoia est abattu par les hommes de Jim et tombe sur sa cabane. La tentative désespérée de Jim pour sauver le père d'Alicia lui évite d'être reconnu coupable de meurtre. Pendant ce temps, le rival du bois Cleve Gregg (Harry Cording) apparaît sur la scène, ce qui en fait un combat à trois. Gregg et son partenaire Frenchy LeCroix (John Archer) tentent d'assassiner Jim, mais finissent par tuer Yukon à la place. Jim change radicalement d'avis et mène les colons à vaincre Gregg et Frenchy. Par la suite, Jim épouse Alicia et s'installe.

## Fiche technique
- Titre original : The Big Trees
- Titre français : La Vallée des géants
- Réalisateur : Felix Feist
- Scénario : James R. Webb, John Twist d'après une histoire de Kenneth Earl
- Directeur de la photographie : Bert Glennon
- Compositeur : Heinz Roemheld
- Production : Warner Bros. Pictures
- Genre : Drame
- Durée : 89 minutes
- Date de sortie : 
  - États-Unis : 5 février 1952

## Distribution

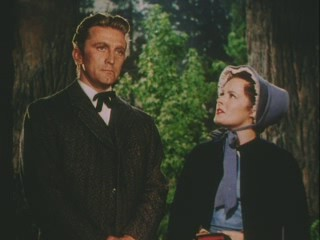
Kirk Douglas (Jim Fallon) et Eve Miller (Alicia Chadwick)

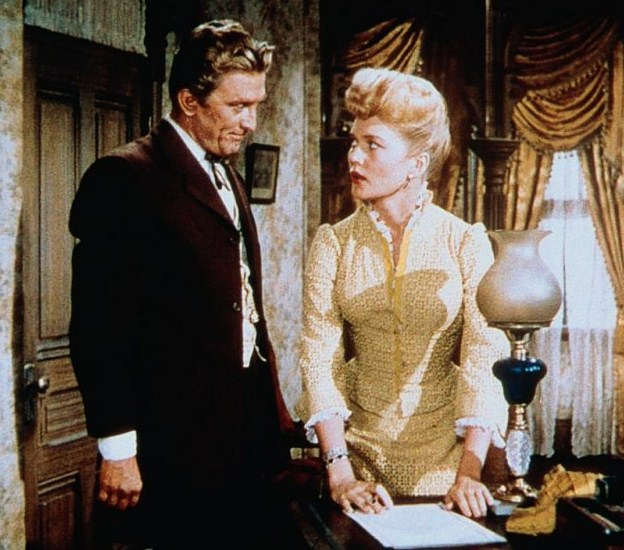
Kirk Douglas et Patrice Wymore.

- Kirk Douglas (VF : Raymond Loyer) : Jim Fallon
- Eve Miller (VF : Jacqueline Ferrière) : Alicia Chadwick
- Patrice Wymore (VF : Claire Guibert) : Daisy Fisher / Dora Figg
- Edgar Buchanan (VF : Raymond Rognoni) : Walter « Yukon » Burns
- John Archer (VF : Roger Till) : Frenchy LeCroix
- Alan Hale Jr. (VF : Raymond Destac) : Tiny
- Roy Roberts (VF : Serge Nadaud) : Juge Crenshaw
- Charles Meredith (VF : Maurice Pierrat) : Elder Bixby
- Harry Cording (VF : Pierre Morin) : Cleve Gregg
- Ellen Corby (VF : Lucienne Givry) : Sœur Blackburn

Acteurs non crédités :
- Mel Archer (VF : Jean Clarieux) : Ole (prononcé Olé en VF)
- Lilian Bond : L'amie de Daisy
- Lane Chandler (VF : Claude Bertrand) : Frère Dorn
- Bill McLean (VF : Marc Cassot) : Ivan (Alexandre en VF)
- Frank Hagney (VF : Maurice Dorléac) : Glen, le bûcheron armé d'un fusil
- Elizabeth Slifer (VF : Germaine Michel) : Sœur Wallace
- William Challee (VF : Robert Le Béal) : Frère William
- Duke Watson (VF : Christian Argentin) : Murdock

## Autres versions
Ce film est le troisième remake de Valley of the Giants de James Cruze (film de 1919 considéré longtemps comme perdu mais retrouvé en 2010), après La Vallée des géants de Charles Brabin (1927), et La Vallée des géants de William Keighley (1938).

## Critiques
En 1952, le New York Times a qualifié le film de "saga orageuse et parfois idiote"... son "intrigue et ses émotions semblent être aussi vieilles que les séquoias géants qui les concernent".